# Informatyka stosowana
Informatyka stosowana (ang. applied computing) – dyscyplina oraz kierunek nauczania, wiążący ze sobą kompetencje informatyczne z dogłębną znajomością potrzeb określonej praktyki. Określony podzbiór wiedzy dyscypliny informatyka jest logicznie uzupełniany wiedzą specjalistyczną. W podstawowym zakresie obejmuje praktyczne wykorzystanie narzędzi informatycznych w innych dyscyplinach w każdej dziedzinie nauk.

## Źródła informatyki stosowanej
Już w latach 60., w chwili rozpoczęcia produkcji pierwszych komputerów UMC, pojawiło się zapotrzebowanie ze strony geodezji na specjalistyczne urządzenie obliczeń geodezyjnych. Na to zamówienie, od 1968 wyprodukowano kilkanaście specjalizowanych komputerów GEO. Podobne zapotrzebowanie przyszło z medycyny na urządzenia do analizy sygnałów EKG i EEG. W Zakładzie Doświadczalnym Instytutu Informatyki Politechniki Warszawskiej w latach 1967-1986 wyprodukowano 150 sztuk maszyny ANOPS. W tych przykładach istotne były doświadczenia współpracy informatyków z geodetami oraz lekarzami.
Wraz z rozwojem informatyki taka współpraca była coraz częściej potrzebna. Co prawda na innych kierunkach studiów wprowadzano podstawy informatyki i programowania, ale była to wiedza niewystarczająca. Pojawiało się zasadne pytanie kto ma oprogramować sterownik silnika – inżynier informatyk czy inżynier mechanik? – informatyk nie miał wiedzy specjalistycznej, a mechanik informatycznej i trudno też było im się wzajemnie zrozumieć w projektowaniu algorytmu oprogramowania.
W 1999 prof. Ryszard Tadeusiewicz, wówczas Rektor AGH, na posiedzeniu Prezydium KRASP (Konferencji Rektorów Polskich Uczelni Technicznych) zgłosił inicjatywę poszerzenia istniejącego zbioru kierunków kształcenia o informatykę stosowaną. Propozycja, początkowo popierana, z czasem była krytykowana, w tym przez informatyków, w zamian proponując poszerzenie nauki informatyki na innych kierunkach.
Prof. Tadeusiewicz wobec takiego braku akceptacji, w 2003 uzyskał prawa wprowadzenia kierunku informatyka stosowana na czterech wydziałach AGH.  Z czasem inne uczelnie uzyskiwały podobne prawo. Pozostawało tylko dobrać odpowiedni zakres programu nauczania informatyki, łącząc go z programem studiów specjalistycznych .

## Program informatyczny kierunku
Przykładowy program informatyczny kierunku:
- inżynieria komputerowa
- inżynieria oprogramowania
- systemy informatyczne
- cyberbezpieczeństwo
- system zarządzania bazami danych i systemy informacyjne
- internet i internet rzeczy
- aplikacja mobilna i aplikacja internetowa
- grafika komputerowa i multimedia
- gry komputerowe i symulacja komputerowa
- sztuczna inteligencja i systemy inteligentne

## Tematyka informatyki stosowanej
Obecnie kilkanaście uczelni prowadzi kierunek informatyka stosowana, przy czym w wielu przypadkach nazwa kierunku przymiotnikowo określa jego tematykę. Można też wyróżnić dwie klasy relacji dyscypliny informatyka z inną dyscypliną:
- zastosowanie informatyki wspomaga rozwój innej dyscypliny,
- wyniki badań innej dyscypliny wspomagają rozwój informatyki.

### Informatyka wspomaga inną dyscyplinę
W tym przypadku większość zastosowań informatyki polega na tworzeniu i przetwarzaniu informacji zapisanych w bazach wiedzy dotyczących danej dyscypliny, czasem dokonywaniem obliczeń oraz z wizualizacją przechowanych danych. W  zaawansowanych rozwiązaniach techniki informatyczne zmieniają jakościowo dotychczasowe rozwiązania techniczne (np. zamiast siłowego czy elektronicznego układu sterującego podłączany jest sterownik z aplikacją sterującą):
- Informatyka przemysłowa, informatyka materiałowa  – zajmuje się programowaniem CNC, sterowników,  projektowaniem wspomaganym komputerowo CAD, materiałoznawstwem oraz zajmuje się monitorowaniem i sterowaniem produkcją oraz modelowaniem procesów technologicznych.
- Geoinformatyka, geoinformacja, geostatyka – zajmuje się numerycznym przetwarzaniem i analizowaniem informacji geograficznej i pomiarów geodezyjnych oraz zastosowaniami informatyki w kartografii, GPS, fotogrametrii, teledetekcji, analizie danych przestrzennych i nawigacji.
- Informatyka ekonomiczna, informatyka gospodarcza – zajmuje się tworzeniem i zarządzaniem systemami informacyjnymi w organizacjach i przedsiębiorstwach.
- Informatyka medyczna – zajmuje się przetwarzaniem danych medycznych oraz projektowaniem urządzeń diagnostyczno-medycznych z wykorzystaniem systemów informatycznych.
- Bioinformatyka – obejmuje metody obliczeniowe badania i symulacji struktury, funkcji i ewolucji genów, genomów i białek oraz przetwarzaniem informacji biologicznej.
- Neuroinformatyka – zajmuje się przetwarzaniem i przepływem informacji w systemach nerwowych oraz procesów neurologicznych.
- Informatyka chemiczna, chemioinformatyka – zajmuje się przetwarzaniem informacji baz wiedzy związków chemicznych, między innymi w projektowaniu leków.
- Informatyka śledcza – dostarcza cyfrowych środków dowodowych dotyczących przestępstw popełnionych cyfrowo lub przy użyciu systemów teleinformatycznych.
- Informatyka społeczna, socjoinformatyka – bada wpływ użytkowania produktów informatycznych na społeczeństwo i jego jednostki.

### Dyscyplina wspomaga rozwój informatyki
- Mechatronika – łączy technikę elektryczną z mechaniczną i informatyczną i między innymi dostarcza mikronapędów do dysków, drukarek, skanerów itp.
- Socjoinformatyka – bada wpływ zjawisk i zachowań społecznych na sposób korzystania z serwisów informatycznych oraz społecznościowych – wspomaga badania nad zwiększeniem użyteczności rozwiązań informatycznych.
- Informatyka afektywna – zajmuje się metodami i narzędziami rozpoznawania, analizy, interpretacji i symulacji stanów emocjonalnych użytkowników komputerów – wspomaga badania nad efektywniejszymi metodami komunikacji człowiek-komputer.
- Kognitywistyka – zajmująca się obserwacją i analizą działania zmysłów, mózgu i umysłu, w szczególności ich modelowaniem, mającym na celu projektowanie „inteligentnych” urządzeń.
- Informatyka prawnicza – dostarcza interpretacji aktów prawnych, których zapisy powinny być uwzględnione w projektowaniu bezpieczeństwa systemów teleinformatycznych (ochrona danych osobowych, prywatność).